# A 14. dalai láma díjainak és elismeréseinek listája

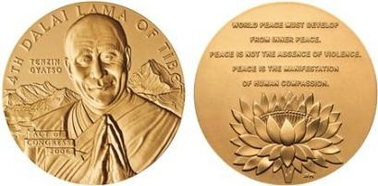
A Kongresszusi Aranyérem, melyet a dalai láma 2006-ban kapott

A 14. dalai láma (Tendzin Gyaco) díjainak és elismeréseinek száma meghaladja a százötvenet. Ezek között szerepelnek díszpolgári, tiszteletbeli doktori és professzori elismerések, életműdíjak, medálok és aranyérmek. Az egyik legjelentősebb elismerését 1989. december 10-én kapta, amikor a Nobel-békedíjat neki ítélte a svéd Nobel bizottság (lásd lentebb).

## Nobel-békedíj
1989. december 10-én a dalai láma elnyerte a Nobel-békedíjat. A bizottság elismerte fáradozását a Tibet szabadságáért folytatott küzdelemben és az erőszak helyett a békés megoldásért tett erőfeszítéseit. A Nobel-bizottság elnöke azt mondta, hogy részben Mahátma Gandhi emlékének szól a díj. Elfogadó beszédében a dalai láma kritizálta Kínát az 1989-es Tienanmen téri diáktüntetések erőszakos elfojtása miatt. Azt mondta, hogy erőfeszítéseik nem voltak hiábavalóak. Beszédének középpontjában az állt, hogy kiemelten fontosnak tartja az erőszakmentességet, valamint reméli, hogy tud majd párbeszédet kezdeményezni Kínával, és sikerül megoldást találni a problémára.
2006 óta évente megrendezik a Nobel-békedíjasok világ-csúcstalálkozóját a Nobel-békedíjasok számára. A csúcstalálkozót Vadim Zagladin és a Gorbacsov alapítvány kezdeményezte. A találkozók elnöke az egykori szovjet elnök és Nobel-békedíjas Mihail Gorbacsov, valamint Róma korábbi polgármestere Walter Veltroni. A rendezvényt egy állandó jelleggel működő titkárság szervezi, amelyet 2006-ban alapítottak nonprofit szervezetként. A találkozókat 1999 óta minden évben megtartották.
A 14. világ-csúcstalálkozót 2014 októberében tartották volna a dél-afrikai Fokvárosban. Azonban a rendezvény mégsem került megrendezésre, mert a Nobel-békedíjasok többsége lemondta a találkozót, mintegy tiltakozva az ellen, hogy a dél-afrikai kormány nem adta meg a vízumot (nem először) Tendzin Gyaco-nak, a 14. dalai lámának. A jelentések szerint Kína megköszönte Dél-Afrikának, hogy nem adott vízumot a dalai lámának. A 2014-es világ-csúcstalálkozót végül az év végén tartották meg Rómában.

## Díjak, kitüntetések
A dalai láma hivatalos oldalán a következő kitüntetések szerepelnek:
Kitüntetései és elismerései:

| Dátum                | Cím                                                              | Intézmény                                           | Hely                                | Forrás        |
| -------------------- | ---------------------------------------------------------------- | --------------------------------------------------- | ----------------------------------- | ------------- |
| 2017. április 27.    | M. L. Sondhi-díj nemzetközi politikai tevékenységért             | Indian International Centre                         | India                               | [ 8 ]         |
| 2015. március 25.    | Tiszteletbeli doktor                                             | Mongol Tudományos Akadémia                          | Mongólia                            |               |
| 2015. március 25.    | Tiszteletbeli doktor                                             | Ulánbátori Állami Egyetem                           | Mongólia                            |               |
| 2014. május 16.      | Global Speaker-díj                                               | German Speaker's Association                        | München, Németország                |               |
| 2014. március 19.    | Tiszteletbeli doktor                                             | Himacsal Prades-i Egyetem                           | Shimla, India                       |               |
| 2014. március 2.     | Tiszteletbeli doktor                                             | Macalaster Főiskola                                 | St. Paul, USA                       |               |
| 2014. február 3.     | Tiszteletbeli doktor                                             | Martin Luther Keresztény Egyetem                    | Shillong, India                     | [ 9 ]         |
| 2013. május 18.      | Tiszteletbeli doktor                                             | Tulane-i Egyetem                                    | Tulane, USA                         |               |
| 2013. május 10.      | Elnöki-medál                                                     | Oregon-i Egyetem                                    | Eugene, USA                         |               |
| 2013. május 10.      | Tiszteletbeli doktor                                             | Maitripa Főiskola                                   | Portland, USA                       |               |
| 2013. május 7.       | Tiszteletbeli doktor                                             | Maryland-i Egyetem                                  | College Park, USA                   |               |
| 2013. április 10.    | Kisebbségi-díj                                                   | Dél-Tiroli Autonóm Terület                          | Bolzano, Olaszország                |               |
| 2013. február 28.    | Tiszteletbeli doktor                                             | Himacsal Prades-i Központi Egyetem                  | Dharamszala, India                  |               |
| 2012. október 19.    | Tiszteletbeli doktor                                             | Nyugat-Connecticut-i Állami Egyetem                 | Danbury, USA                        |               |
| 2012. október 19.    | Tiszteletbeli doktor                                             | Hunter Főiskola                                     | New York, USA                       |               |
| 2012. május 24.      | Díszpolgár                                                       | Huy városa                                          | Huy, Belgium                        |               |
| 2012. május 22.      | Udine város kulcsa                                               | Udine város                                         | Udine, Olaszország                  |               |
| 2012. május 20.      | Karintia Állam aranymedálja                                      | Karintia állam                                      | Klagenfurt, Ausztria                |               |
| 2012. május 18.      | Klagenfurt aranymedálja                                          | Klagenfurt város                                    | Klagenfurt, Ausztria                |               |
| 2012. május 14.      | Templeton-díj                                                    | John Templeton Alapítvány                           | Nyugat-Conshohocken , USA           | [ 10 ]        |
| 2012. április 26.    | Tiszteletbeli doktor                                             | Loyola Egyetem                                      | Chicago, USA                        |               |
| 2011. december 2.    | Dayanand Modi-díj a művészetért, a kultúráért és az oktatásért   | Dayawati Modi Alapítvány                            | Új-Delhi, India                     |               |
| 2011. október 9.     | Mahatma Gandhi Nemzetközi-békedíj                                | A Gandhi Fejlesztési Tröszt                         | Durban, Dél-afrikai Köztársaság     |               |
| 2011. szeptember 5.  | Tiszteletbeli doktor                                             | Indira Gandhi National Open University              | Új-Delhi, India                     |               |
| 2011. augusztus 18.  | Tiszteletbeli doktor                                             | Tartui Egyetem                                      | Tartu, Észtország                   | [ 11 ]        |
| 2011. július 13.     | Életmű-díj                                                       | Caring Intézet                                      | Washington, USA                     |               |
| 2011. május 11.      | Tiszteletbeli doktor                                             | Arkansas-i Egyetem                                  | Fayetteville, USA                   |               |
| 2011. május 9.       | Tiszteletbeli doktor                                             | Déli Metodista Egyetem                              | Dallas, USA                         | [ 12 ]        |
| 2011. május 8.       | Tiszteletbeli doktor                                             | Minnesota-i Egyetem                                 | Minneapolis, USA                    |               |
| 2011. május 4.       | Shine A Light-díj                                                | Amnesty International USA                           | Los Angeles, USA                    |               |
| 2010. november 23.   | Tiszteletbeli doktor                                             | Jamia Millia Islamia University                     | Új-Delhi, India                     |               |
| 2010. október 21.    | Harry T. Wilkes vezetői díj                                      | Harry T. Wilks Alapítvány                           | Oxford, USA                         |               |
| 2010. október 21.    | Tiszteletbeli doktor                                             | Miami Egyetem                                       | Oxford, USA                         | [ 13 ]        |
| 2010. október 20.    | Nemzetközi-szabadságdíj                                          | Nemzeti Földalatti Vasút Szabadság Központ          | Cincinnati, USA                     | [ 14 ]        |
| 2010. szeptember 21. | Emberek Európában-díj                                            | Passau                                              | Passau, Németország                 |               |
| 2010. szeptember 18. | Budapest díszpolgára                                             | Budapest város                                      | Budapest, Magyarország              |               |
| 2010. május 23.      | Elnöki-medál                                                     | Hunter Főiskola                                     | New York, USA                       |               |
| 2010. május 18.      | Tiszteletbeli doktor                                             | Észak-Iowa-i Egyetem                                | Cedar Falls, USA                    |               |
| 2010. március 18.    | Nirmala Deshpande emlékdíj a békéért és a globális harmóniáért   | Gandhi Ashram Rekonstrukciós Tröszt                 | India                               |               |
| 2010. február 23.    | Tiszteletbeli cím                                                | Broward Főiskola                                    | Davie, USA                          |               |
| 2010. február 19.    | Demokrácia szolgálója-medál                                      | Nemzeti Alapítvány a demokráciáért                  | Washington, USA                     |               |
| 2009. október 6.     | A Lantos emberjogi-díj                                           | Lantos Alapítvány az emberjogokért és az igazságért | Washington, USA                     | [ 15 ]        |
| 2009. szeptember 30. | Tiszteletbeli doktor                                             | Calgary-i Egyetem                                   | Calgary, Kanada                     | [ 16 ]        |
| 2009. szeptember 27. | Díj a szeretetért és a megbocsájtásért                           | Fetzer Intézet                                      | Vancouver, USA                      |               |
| 2009. szeptember 23. | Nemzetközi Szabadságdíj                                          | Nemzeti Polgárjogi múzeum                           | Memphis, USA                        | [ 17 ]        |
| 2009. augusztus 3.   | Tiszteletbeli doktor                                             | Marburgi Egyetem                                    | Marburg, Németország                |               |
| 2009. július 29.     | Díszpolgár                                                       | Varsó város                                         | Varsó, Lengyelország                |               |
| 2009. február 10.    | Német sajtódíj                                                   | Németország szerkesztői                             | Baden Baden, Németország            | [ 18 ]        |
| 2009. február 10.    | Díszpolgár                                                       | Velence város                                       | Velence, Olaszország                | [ 18 ]        |
| 2009. február 9.     | Díszpolgár                                                       | Róma város                                          | Róma, Olaszország                   | [ 19 ]        |
| 2008. december 8.    | Tiszteletbeli doktor                                             | Jagellói Egyetem                                    | Krakkó, Lengyelország               | [ 20 ]        |
| 2008. július 25.     | Globális vezetői díj                                             | Aspen Intézet                                       | Aspen, USA                          |               |
| 2008. július 13.     | Tiszteletbeli doktor                                             | Lehigh Egyetem                                      | Bethlehem, USA                      |               |
| 2008. május 21.      | Tiszteletbeli doktor                                             | London Metropolitan Egyetem                         | London, Egyesült Királyság          | [ 21 ]        |
| 2008. április 21.    | Díszpolgár                                                       | Párizs város                                        | Párizs, Franciaország               | [ 22 ] [ 23 ] |
| 2008. április 14.    | Tiszteletbeli doktor                                             | Washington-i Egyetem                                | Seattle, USA                        |               |
| 2008. március 24.    | Vallásközi-díj                                                   | Hofstra Egyetem                                     | New York, Amerikai Egyesült Államok | [ 24 ]        |
| 2007. október 22.    | Elnöki megkülönböztetett professzor                              | Emory Egyetem                                       | Atlanta, USA                        | [ 25 ]        |
| 2007. október 17.    | Amerikai kongresszusi aranyérem                                  | Amerikai Kongresszus                                | Washington, USA                     | [ 26 ]        |
| 2007. október 8.     | Ahimszá-díj                                                      | Dzsainológiai Intézet                               | London, Egyesült Királyság          | [ 27 ]        |
| 2007. szeptember 20. | Tiszteletbeli doktor                                             | Münsteri Egyetem                                    | Münster, Németország                |               |
| 2007. június 8.      | Tiszteletbeli doktor                                             | Déli Kereszt Egyetem                                | Melbourne, Ausztrália               |               |
| 2007. május 12.      | BILD-díj                                                         | BILD magazin                                        | Németország                         |               |
| 2007. május 9.       | Tiszteletbeli doktor                                             | Smith Főiskola                                      | Northampton, USA                    |               |
| 2006. december 10.   | Fehér-lótusz rend                                                | Kalmük Köztársaság                                  | Kalmükföld                          |               |
| 2006. október 14.    | Tiszteletbeli doktor                                             | Római Egyetem                                       | Róma, Olaszország                   |               |
| 2006. szeptember 19. | Tiszteletbeli doktor                                             | Buffalo-i Egyetem                                   | New York, USA                       |               |
| 2006. szeptember 9.  | Díszpolgár                                                       | Kanada                                              | Kanada                              |               |
| 2006. május 4.       | Tiszteletbeli doktor                                             | Santiago-i Egyetem                                  | Santiago de Chile, Chile            |               |
| 2006. február 16.    | Ben Gurion Negev-díj                                             | Ben Gurion Egyetem                                  | Be'er Sheva, Izrael                 |               |
| 2005. november 6.    | Inspiráció és együttérzés-díj                                    | Amerikai Himalája Alapítvány                        | San Fransisco, USA                  |               |
| 2005. szeptember 25. | Tiszteletbeli doktor                                             | Rutgers Egyetem                                     | New Jersey, USA                     | [ 28 ]        |
| 2005. augusztus 12.  | Manhae-békedíj                                                   | Manhae Alapítvány                                   | Dél-Korea                           |               |
| 2005. július 27.     | Hessian-békedíj                                                  | Hesse parlamentje                                   | Wiesbaden, Németország              |               |
| 2004. október 7.     | Tiszteletbeli doktor                                             | Universidad Iberoamericana                          | Mexikóváros, Mexikó                 |               |
| 2004. október 5.     | Aranymedál                                                       | Mexikói Nemzeti Egyetem (UNAM)                      | Mexikóváros, Mexikó                 |               |
| 2004. szeptember 27. | Tiszteletbeli doktor                                             | Costa Rica-i Egyetem                                | San Jose, Costa Rica                |               |
| 2004. szeptember 24. | Tiszteletbeli doktor                                             | Puerto Rico-i Egyetem, San Juan                     | Puerto Rico, USA                    |               |
| 2004. szeptember 23. | Tiszteletbeli doktor                                             | Miami-i Egyetem                                     | Miami, USA                          |               |
| 2004. szeptember 18. | Tiszteletbeli doktor                                             | Nova Délnyugati Egyetem                             | Miami, USA                          | [ 29 ]        |
| 2004. május 28.      | Humphreys emlékdíj a buddhizmus szolgálatáért                    | Buddhista Társaság U.K.                             | Egyesült Királyság                  |               |
| 2004. április 27.    | Nemzetközi Acsarja Szusil Kumar-békedíj                          | Toronto-i Egyetem                                   | Toronto, Kanada                     |               |
| 2004. április 27.    | Tiszteletbeli doktor                                             | Toronto-i Egyetem                                   | Toronto, Kanada                     | [ 30 ]        |
| 2004. április 20.    | Tiszteletbeli doktor                                             | Simon Fraser Egyetem                                | Vancouver, Kanada                   |               |
| 2004. április 19.    | Tiszteletbeli doktor                                             | British Columbia Egyetem                            | Vancouver, Kanada                   |               |
| 2004. április 16.    | Második polgár békeépítő díja                                    | Kaliforniai Egyetem                                 | Irvine, USA                         |               |
| 2003. október 9.     | Emberjogi promóciós-díj                                          | Jaime Brunet Alapítvány                             | Madrid, Spanyolország               |               |
| 2003. szeptember 19. | Emberjogi-díj                                                    | Emberjogok Nemzetközi Ligája                        | New York, USA                       |               |
| 2003. szeptember 5.  | Tiszteletbeli doktor                                             | San Francisco-i Egyetem                             | San Fransisco, USA                  | [ 31 ]        |
| 2003. június 3.      | Manfred Bjorkquist-medál                                         | Sigtuna Alapítvány                                  | Stockholm, Svédország               |               |
| 2002. december 5.    | Basavashree-díj                                                  | Baszavakendra, Sri Murugha Math                     | Csitradurga, India                  |               |
| 2002. november 7.    | Tiszteletbeli doktor                                             | Mongol Műszaki Egyetem                              | Mongólia                            |               |
| 2002. november 7.    | Tiszteletbeli doktor                                             | Mongol Nemzeti Egyetem                              | Mongólia                            |               |
| 2002. október 14.    | Emberjogi-díj                                                    | Graz-i Egyetem                                      | Ausztria                            |               |
| 2002. július 6.      | Az év embere                                                     | Horvát Akadémiai Társaság                           | Horvátország                        |               |
| 2002. május 21.      | Békedíj                                                          | UN Ausztrál Szövegtésge                             | Ausztrália                          |               |
| 2001. december 5.    | Tiszteletbeli doktor                                             | University of Tromso                                | Norvégia                            |               |
| 2001. november 26.   | Tiszteletbeli doktor                                             | University of Lusiada Porto                         | Portugália                          | [ 32 ] [ 33 ] |
| 2001. június 10.     | Ecce homo rend                                                   | Kancelaria Kapituly Orderu                          | Lengyelország                       |               |
| 2000. október 16.    | Tiszteletbeli doktor                                             | Comenius Egyetem                                    | Pozsony, Szlovákia                  |               |
| 1999. december 12.   | Diwaliben Mohanlal Mehta-díj a nemzetközi békéért és harmóniáért | Diwaliben Mohanlal Mehta                            | India                               |               |
| 1999. november 24.   | Életmű-díj                                                       | Hadassah Women's Zionist                            | Izrael                              |               |
| 1999. október 12.    | Boddhi-díj                                                       | Amerikai Buddhista Kongresszus                      | USA                                 |               |
| 1999. április 16.    | Teológiai doktori cím                                            | Floridai Nemzetközi Egyetem                         | USA                                 |               |
| 1999. április 9.     | Tiszteletbeli doktor                                             | Buenos Aires-i Egyetem                              | Argentína                           |               |
| 1999. április 7.     | Tiszteletbeli doktor                                             | Brasilia-i Egyetem                                  | Brazília                            |               |
| 1998. november 11.   | Tiszteletbeli doktor                                             | Seton Hill Főiskola                                 | Greensburg, USA                     |               |
| 1998. május 15.      | Jogi doktori cím                                                 | Wisconsin-i Egyetem                                 | Madison, USA                        |               |
| 1998. május 11.      | Istenség doktora                                                 | Emory Egyetem                                       | Atlanta, USA                        |               |
| 1998. május 8.       | Bölcsészettudomány doktora                                       | Brandeis Egyetem                                    | Boston, USA                         |               |
| 1998. május 8.       | Juliet Hollister-díj                                             | Juliet Hollister Alapítvány                         | New York, USA                       |               |
| 1997. november 25.   | Paulos Mar Gregorious-díj                                        | Paulos Mar Gregorious Bizottság                     | India                               |               |
| 1997. szeptember 11. | Nemzetközi diplomáciai tudomány doktora                          | Trieszti Egyetem                                    | Trieszt, Olaszország                |               |
| 1997. június 1.      | Tiszteletbeli doktor                                             | Regis Egyetem                                       | Denver, USA                         |               |
| 1997. május 31.      | Tiszteletbeli doktor                                             | Colorado-i Egyetem                                  | Boulder, USA                        |               |
| 1997. március 23.    | Tiszteletbeli doktor                                             | Csungsan Egyetem                                    | Kaohsiung, Tajvan                   |               |
| 1996. június 26.     | Kiválóság elnöki-medálja                                         | Indiana-i Egyetem                                   | Bloomington, USA                    |               |
| 1995. április 5.     | Buddhista filozófia doktora                                      | Risso Egyetem                                       | Tokió, Japán                        |               |
| 1995. január 2.      | Bölcsészettudomány doktora                                       | Nagpur Egyetem                                      | India                               |               |
| 1994. június 4.      | Franklin D. Roosevelt szabadság-medál                            | Franklin & Eleanor Roosevelt Intézet                | USA                                 |               |
| 1994. április 27.    | Világbiztonság éves-békedíj                                      | New York-i Jogászok Szövetsége                      | New York, USA                       |               |
| 1994. április 26.    | Bölcsészettudomány doktora                                       | Columbia Egyetem, USA                               |                                     |               |
| 1994. április 25.    | Bölcsészettudomány doktora                                       | Berea Főiskola                                      | Berea, USA                          |               |
| 1994. március 20.    | Egyetemi társ                                                    | Héber Egyetem                                       | Jeruzsálem, Izrael                  |               |
| 1993. március 14.    | Nemzetközi bátorság a békéért-díj                                | Szabadság koalíció                                  | Melbourne, Ausztrália               |               |
| 1992. november 26.   | Tiszteletbeli doktor                                             | Jain Vishva Bharati Egyetem                         | Ladnun, India                       |               |
| 1992. szeptember 17. | Tiszteletbeli professzor                                         | Novoszibirszk Állami Egyetem                        | Burjátföld                          |               |
| 1992. szeptember 11. | Tiszteletbeli professzor                                         | Kalmük Állami Egyetem                               | Kalmükföld                          |               |
| 1992. június 6.      | Tiszteletbeli doktor                                             | Rio de Janeiro Egyetem                              | Rio de Janeiro, Brazília            |               |
| 1992. május 5.       | Jogtudomány doktora                                              | Melbourne Egyetem                                   | Melbourne, Ausztrália               |               |
| 1992. február 16.    | Szent filozófia doktora                                          | Lafayette Egyetem                                   | Aurora, USA                         |               |
| 1991. október 10.    | Létkerék-díj                                                     | Megértés temploma                                   | New York, USA                       |               |
| 1991. október 10.    | Klaus Nobel Egyesült Föld                                        | USA                                                 |                                     |               |
| 1991. augusztus 23.  | Béke és Egység-díj                                               | Nemzeti Békekonferencia                             | Delhi, India                        |               |
| 1991. április 17.    | Emberi szabadság előmozdítója-díj                                | Szabadság-ház                                       | New York, USA                       |               |
| 1991. április 6.     | Megkülönböztetett Békevezető-díj                                 | Nukleáris Kor Béke Alapítvány                       | USA                                 |               |
| 1991. március 25.    | Shiromani-díj                                                    | Shiromani Intézet                                   | Delhi, India                        |               |
| 1990. december 8.    | Tiszteletbeli doktor                                             | Karnataka Egyetem                                   | India                               |               |
| 1990. január 14.     | Istenség doktora                                                 | Tibeti Felsőfokú Tanulmányok Központi Intézete      | Szarnath, India                     |               |
| 1989. december 10.   | Nobel-békedíj                                                    | Norvég Nobel Bizottság                              | Norvégia                            |               |
| 1989. december 4.    | Emlékdíj                                                         | Danielle Mitterrand Alapítvány                      | Párizs, Franciaország               |               |
| 1989. szeptember 23. | Elismerés a különbözőség idejének megőrzéséért                   | Világ Igazgatási Központ                            | USA                                 |               |
| 1989. június 21.     | Raoul Wallenberg Kongresszus emberjogi-díja                      | Emberjogi Alapítvány                                | USA                                 |               |
| 1988. június 16.     | Leopold Lucas-díj                                                | Tuebingeni Egyetem                                  | Nyugat-Németország                  |               |
| 1987. szeptember 28. | Albert Schweitzer humanitárius-díj                               | Emberi Viselkedés Alapítvány                        | USA                                 |               |
| 1984. január 16.     | Tiszteletbeli doktor                                             | Párizsi Egyetem                                     | Párizs, Franciaország               |               |
| 1979. október 19.    | Szabadság fáklya                                                 | Gilbert Di Luchia tibeti barátai                    | USA                                 |               |
| 1979. október 4.     | Bölcsészettudományok doktora                                     | Seattlei Egyetem                                    | USA                                 |               |
| 1979. szeptember 27. | Buddhista filozófia doktora                                      |                                                     | Keleti Tudományok Egyeteme, USA     |               |
| 1979. szeptember 17. | Istenség doktora                                                 | Carol Főiskola                                      | Waukesh, USA                        |               |
| 1979. június 17.     | Különleges medál                                                 | Ázsiai Buddhista Tanács a békéért                   | Mongólia                            |               |
| 1969                 | Lakett-díj                                                       | Norvég Menekültügyi Tanács                          | Norvégia                            |               |
| 1963. január 23.     | Lincoln-díj                                                      | Amerikai Kutatóintézet                              | USA                                 |               |
| 1959. szeptember 16. | Az Admiral Richard E. Byrd-emlékdíj                              | Nemzetközi Mentőbizottság                           | USA                                 |               |
| 1959. augusztus 31.  | Ramon Magaysay-díj a közösségi vezetésért                        | Ramon Magaysay Bizottság                            | Fülöp-szigetek                      |               |
| 1957                 | Bölcsészettudományok doktora                                     | Benaras Hindu Egyetem                               | India                               |               |